# 比迪娅·戴维·班达里
碧雅·戴維·班達里（發音：[bid̚djadebi bʱʌɳɖaɾi]；1961年6月19日—），是一位尼泊爾的女性政治人物，她是尼泊尔共产党（联合马列）的副主席，前國防部長，2015年10月28日被议会选为总统，是該國第二任总统和首任女總統，也是世界首位共產黨女總統。其丈夫马丹·库马尔·班达里亦是尼泊爾重要政治人物，于1993年因车祸逝世，去世前为尼泊爾共產黨（聯合馬列）總書記。

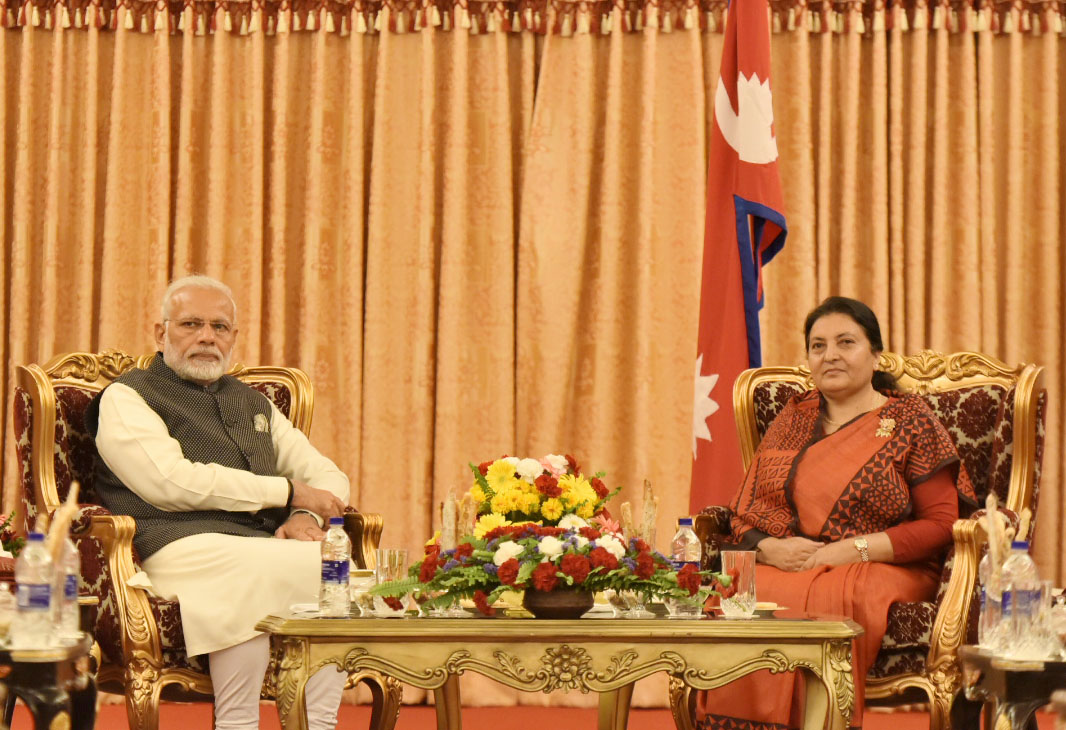
班達里於2018年5月11日會見印度總理纳伦德拉·莫迪

## 政治生涯
班達里於1978年開始參政。班達里曾多次當選議員，擔任過尼政府環境和人口部長、國防部長及尼共（联合马列）副主席。尼泊爾的新憲法中規定，議會成員中女性必須佔三分之一，總統或副總統至少一人必須是女性。班達里對此有所影響。

## 個人生活
1993年5月16日，班達里的丈夫與另一名尼共領導人因車禍去世，現場無目擊者，三天后遺體被發現。車上三人只有司機一人生還，十年後司機（2003年）遇害。車禍原因至今成迷。